# Kapitał podstawowy
Kapitał podstawowy (fundusz podstawowy) – stanowi równowartość wniesionych wkładów przez akcjonariuszy, udziałowców i wspólników.